# Аншастрей
Аншастре́й (фр. Enchastrayes, окс. Enchastraia) — коммуна во Франции, находится в регионе Прованс — Альпы — Лазурный Берег. Департамент коммуны — Альпы Верхнего Прованса. Входит в состав кантона Барселоннет. Округ коммуны — Барселоннет.
Код INSEE коммуны — 04073.

## Население
Население коммуны на 2008 год составляло 427 человек.
| 1962 | 1968 | 1975 | 1982 | 1990 | 1999 | 2008 |
| ---- | ---- | ---- | ---- | ---- | ---- | ---- |
| 301  | 322  | 365  | 437  | 474  | 504  | 427  |

## Экономика
В 2007 году среди 292 человек в трудоспособном возрасте (15—64 лет) 221 были экономически активными, 71 — неактивными (показатель активности — 75,7 %, в 1999 году было 79,1 %). Из 221 активных работали 208 человек (122 мужчины и 86 женщин), безработных было 13 (3 мужчины и 10 женщин). Среди 71 неактивных 16 человек были учениками или студентами, 31 — пенсионерами, 24 были неактивными по другим причинам.

## Достопримечательности
- Замок Аншастрей
- Свв. Петра и Павла (XIX век)
- Часовня Сен-Себастьен
- Крест Альп, расположен на высоте 2600 м, место паломничества